# Conferencia Nacional de la Desviación
La Conferencia Nacional de la Desviación (o Simposio Nacional de la Desviación), consistió en una serie de encuentros celebrados por un grupo de criminólogos británicos involucrados con la crítica de la criminología y/o el realismo de Izquierda. Notables intelectuales en este campo surgieron a partir de la Nueva Conferencia de la Desviación en la Universidad de York entre la década de 1960 y principios de 1970.
La CND se formó en julio de 1968, como una escisión radical de la Tercera Conferencia Nacional de Enseñanza e Investigación en Criminología en la Universidad de Cambridge. Fue iniciada por siete personas: Kit Carson, Stan Cohen, David Downes, Mary McIntosh, Paul Rock, Ian Taylor y Jock Young. Se caracterizó por ser "profundamente crítica de los supuestos médico-psicológicos, la política democrática social y los programas ateóricos del denominado "positivismo criminológico"

## Las Conferencias
El grupo organizó 13 conferencias entre 1968 y 1973, junto con la publicación de tres conjuntos de documentos. Asimismo, intentó proporcionar apoyo financiero y un foro para grupos movilizados en torno a la justicia penal, tales como los gays, las mujeres, los enfermos mentales y los movimientos de reclusos, entre ellos Preservación de los Derechos de los Presos (PROP), Alternativas Radicales a la Prisión (RAP) y la Gente no Psiquiatría.
El mayor éxito del colectivo fue la participación en 1974 en el Grupo Europeo para el Estudio de la Desviación y el Control.
A mediados de la década de 1970 las conferencias comenzaron a llevarse a cabo menos regularmente, y los académicos trabajaron en su propia rama de la criminología crítica. Ian Taylor, Jock Young y Paul Walton escribieron su obra fundacional La Nueva Criminología en 1973. La misma fue seguida por la colección Criminología Crítica en 1975, la cual remarcó la necesidad de una teoría marxista de la desviación. Aquellos alrededor de Stuart Hall, en el Centre for Contemporary Cultural Studies de Birmingham, se enfocaron en el estudio de "subculturas de la imaginación y la resistencia". David Downes y Paul Rock llevaron adelante un enfoque interaccionista en respuesta a los neo-marxistas, en su compilación de 1979, Interpretaciones de la Desviación.
La penúltima conferencia titulada Permisividad y Control se llevó a cabo en 1977, donde la CND anunció su final. En enero de 1979 se celebró la última conferencia, en conjunto con la Conferencia de Economistas Socialistas de la Ley y el Estado, bajo el título de Disciplina Capitalista y el imperio de la Ley, habiéndose editado como libro. En su contribución a este volumen, Jock Young acuñó por primera vez el término idealismo de izquierda, el que fue reconvertido en "realismo de izquierda".

## La reedición de la CND
La conferencia fue reeditada en 2011 en la Universidad de York. Muchos de los colaboradores originales asistieron, incluyendo Jock Young, Stanley Cohen y Tony Jefferson. Las nuevas generaciones se mezclaron con las de mayor edad, y las exposiciones de estudiosos como Robert Reiner, Steve Hall, Keith Hayward, Simon Hallsworth, Paul Hamilton, Phil Hodgeson John Lea, Mike Sutton, Simon Winlow, Andrew Wilson, Kevin Stenson y Marca Horsley, llamaron a crear nuevas teorías para analizar el crimen y el control en el mundo actual. La conferencia fue organizada por Simon Winlow y Rowland Atkinson.
La Conferencia se celebró nuevamente en la Universidad de Teesside en 2014. El tema fue "criminología crítica y post-crisis del capitalismo". Fue organizada por el Centro de Criminología Realista de Teesside. Los ponentes fueron Rowland Atkinson, Emaonn Carrabine, Walter DeKeseredy, Steve Hall, Keith J. Hayward, John Lea, Maggie O'Neill, Vincenzo Ruggerio y Sandra Walklate.

## Publicaciones de las CND
- Cohen, S. ed. (1971) Images of Deviance, Harmondsworth: Penguin
- Taylor, I. & Taylor, L.,  eds. (1972) Politics and Deviance: Papers from the National Deviancy Conference, Harmondsworth: Penguin
- Bailey, R. & Young, J. eds (1973) Contemporary Social Problems in Britain, Farnborough: Saxon House
- Fine, B. eds. (1979) Capitalism and the Rule of Law: From Deviancy Theory to Marxism London: Hutchinson
- National Deviancy Conference (eds) (1980) Permissiveness and Control, London: Macmillan

## Publicaciones de la reedición de la CND
- Winlow, S. and Atkinson, R. eds. (2012) Crime, Media, Culture: Special Edition, Papers from the York Deviancy Conference 2011, 8(2), August
- Winlow, S. and Atkinson, R. eds. (2012) New Directions in Crime and Deviancy, London: Routledge